# Svetlana Pryakhina
Svetlana Pryakhina (em russo:  Светлана Пряхина; Volgogrado, 29 de julho de 1970) é uma ex-handebolista russa, medalhista olímpica.
Svetlana Pryakhina fez parte do elenco medalha de bronze, de Barcelona 1992, ela fez 5 jogos e 6 gols.